# Тепе-Гиссар

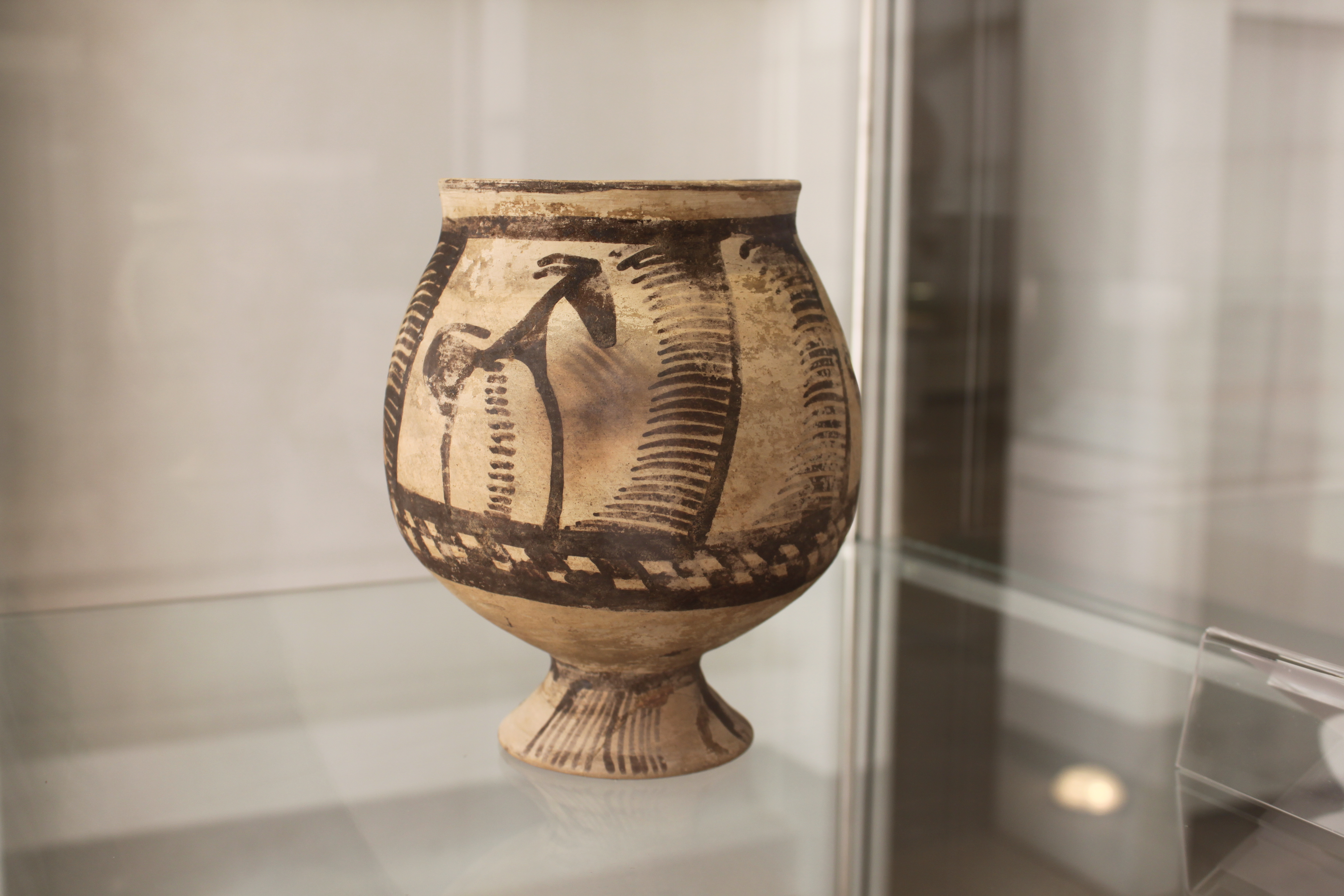
Керамика из Тепе-Хизар с изображениями животных, 3750-3350 г. до н. э. Иранский национальный музей

Гиссар-Тепе (встречается также «Тепе-Хизар» или «Тепе Гиссарский») — это древнее поселение эпохи энеолита и бронзового века (4-е — начало 2-го тысячелетия до н. э.) близ Дамгана на севере Ирана. Раскопки памятника вел Музей археологии и антропологии Пенсильванского университета в 1931 и 1932 году.
Курган занимает площадь в 200 х 300 метров; в прошлом, возможно, он охватывал около 600 метров. На местности были найдено около 16 000 древних захоронений. Как правило, тела были похоронены на боку в согнутом положении в простых ямах. Очень редко встречаются кирпичные могилы, датируемые уже более поздним периодом. Сасанидский дворец был раскопан в 2200 м на юго-западе от Гиссар-Тепе.
Архитектурные остатки состоят из фрагментарных стен домов из сырцового кирпича. Помещения имеют ортогональную форму, но чёткого плана застройки поселения у древних жителей не было. Размеры кирпича варьируются от 47х23х11 см в ранний период до 65х33х9 см в поздний период. Найденный небольшой алтарь огня предполагает наличие храма в поселении.
C самого начала раскопок было обнаружено множество керамических бытовых предметов. Керамика раскрашивалась обычно в красный цвет, украшалась узорами с изображениями животных (птиц, горных козлов, газелей). Из находок можно назвать большое количество чашек, кувшинов, мисок, кинжалов, ножей, булавок, гвоздей, наконечников стрел. Личные украшения (бусы, браслеты, серьги, кулоны) инструменты и оружие (копья, мотыги), предметы роскоши (сосуды, зеркала) сделаны из меди.